# アルセン・コツォイェフ

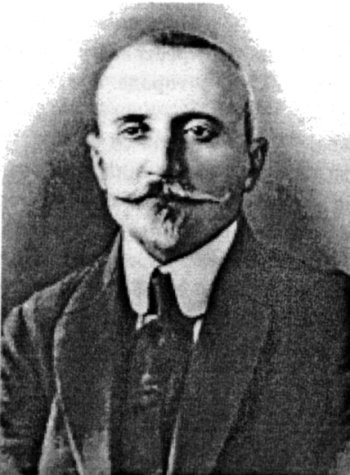
アルセン・コツォイェフ

アルセン・コツォイェフ（Arsen Kotsoyev、オセット語: Коцойты Арсен、1872年1月15日－1944年2月4日）は、ロシア領オセチアの文学者で、オセチア散文の創設者の一人。近代オセット語の構成に多大な影響を与え、実用的な様式を持たせた。コツォイェフは初期に発行されたオセチアの雑誌全てにたずさわり、オセチアの政治評論家として最も重要な人物の一人でもあった。
北オセチアの首都ウラジカフカスとベスランの街には、コツォイェフの名にちなんで名づけられた通りがある。また、コツォイェフの作品はオセチア文学の学校教材として使用されている。

## 生涯
コツォイェフは北オセチアの首都ウラジカフカスに近いギゼル（Gizel）の村の貧しい家に生まれた。9歳の時、コツォイェフは地元の学校に入学。この学校には豊富な蔵書があり、これらの本を読む事でコツォイェフの教育はより豊かなものになった。
地元の学校を卒業後、コツォイェフは北オセチアの街アルドンの正統な神学校で学んだが、突如病気を患い神学校を退学。コツォイェフはギゼルの村に帰郷し北カフカースの新聞に短いエッセイを書き始め、同時期に地元の学校の教師としても働き始めた。
1902年にコツォイェフはギゼルの村の反乱に参加したが、これは地域から追放される原因となってしまった。この後コツォイェフは南オセチアに行くことを決め、教職のかたわら短編小説やエッセイを書き続けた。1910年、コツォイェフはティフリス（現グルジアの首都トビリシ）に拠点を置き雑誌「小麦の穂」（"Æфсир"）の出版を始めた。この雑誌は14号までしか出版されなかったが、オセチアの文学とジャーナリズムに多大な影響を与えた。オセチア文学の傑作の多くが「小麦の穂」で初めに発表された。
1912年にコツォイェフはサンクトペテルブルクに移り、ウラジーミル・レーニンの発行していた新聞プラウダを含む多くの場で活動した。コツォイェフはオセチアの田舎で育てられたが、しっかりした教育を受けていたため、ロシア語の新聞を校正できるほどのロシア語の知識があった。
ロシア革命後、コツォイェフの名声は高まった。コツォイェフは様々な新聞・雑誌のために働き、教育とそれに係わる分野で働いた。1944年2月4日、コツォイェフは北オセチアの首都ウラジカフカスで亡くなり、文学博物館の庭に埋葬された。

## 作品
コツォイェフの短編小説のほとんどは悲劇を扱っている。その内容は、「血の復讐」（敵討ち）、「イラデ」（irad、花嫁の持参金）、迷信といった高地人の厳格な伝統についてのものだった。コツォイェフは、ヨーロッパ志向の新しい世界にやってきた高地の伝統文化の出身者が置かれた立場や、大都市に住む高地人の運命などについて多く書いている。
コツォイェフはまた、多くの翻訳をした。例えばアレクサンドル・プーシキンのいくつかの話をオセット語に翻訳している。